# Херпучинське сільське поселення
Херпучи́нське сільське поселення (рос. Херпучинское сельское поселение) — сільське поселення у складі району імені Поліни Осипенко Хабаровського краю Росії.
Адміністративний центр — селище Херпучі.

## Населення
Населення сільського поселення становить 864 особи (2019; 1200 у 2010, 1675 у 2002).

## Склад
До складу сільського поселення входять:
| Населений пункт | Населення, осіб (2002) | Населення, осіб (2010) |
| --------------- | ---------------------- | ---------------------- |
| Князево, село   | 75                     | 42                     |
| Оглонгі, село   | 705                    | 530                    |
| Херпучі, селище | 895                    | 628                    |